# Austroaeschna parvistigma
Austroaeschna parvistigma là loài chuồn chuồn trong họ Aeshnidae. Loài này được Selys mô tả khoa học đầu tiên năm 1883.
Loài chuồn chuồn này sinh sống có nhiều cây cối rậm rạp và các dòng suối chảy chậm ở miền đông Úc, từ bắc New South Wales qua Victoria, Tasmania và một số vùng của Nam Úc. Austroaeschna parvistigma là một loài chuồn chuồn rất sẫm màu với những mảng màu nhạt. Chúng có bề ngoài tương tự như loài cỏ nhiều đốm, Austroaeschna multiunctata, sinh sống ở các suối trên núi ở phía nam New South Wales và phía đông Victoria. 